# Lebrecht von dem Bussche
Lebrecht von dem Bussche (* 15. Oktober 1666 in Haddenhausen; † 10. April  1715 in Reval) war ein russischer Generalmajor und Gouverneur von Riga. 

## Leben

### Herkunft
Er war Angehöriger des ostwestfälischen Adelsgeschlecht von dem Bussche. Seine Eltern waren der Erbherr zu Haddenhausen, Hilmar von dem Bussche (1617–1677) und Lucia Elisabeth von Steding-Holzhausen (1629–1671). 

### Laufbahn
Bussche begann seine Laufbahn in brandenburgischen Diensten, wo er eine Kompanie Kadetten führen durfte und schließlich bis in den Rang eines preußischen Oberst avancierte. Er war Domkapitular in Magdeburg, wo er auch eine Erbpräbende besaß. Nach seiner Heirat trat er in russische Dienste, avancierte dort bis zum Generalmajor und wurde schließlich Gouverneur von Riga.

### Familie
Bussche vermählte sich 1701 mit Eva Charlotte von Flemming (1684–1743), Tochter von Graf Heino Heinrich von Flemming und der Dorothea Elisabeth (geb. von Pfuel). Aus der Ehe gingen zwei Söhne und eine Tochter hervor:
- Adam Hilmar Heinrich von dem Bussche (1701–1760), preußischer Rittmeister und Kammerherr ⚭ 1744 Dorothea Elisabeth von Kiesewetter (1712–1761)
- Eva Henriette Elisabeth von dem Bussche (1703–1732) ⚭ Jacob Eckart von Wobeser († 1743), kursächsischer Amtshauptmann, Kammerherr und Bergrat
- Karl Leberecht von dem Bussche (1707–1782), preußischer Oberst und Kommandeur des Grenadier-Bataillons Nr. 6 ⚭ 1762 Eleonore Friederike Niebelschütz

Um 1737 vermählte sich Eva Charlotte in zweiter Ehe mit dem russischen General-Quartiermeister Friedrich Wilhelm von Schack auf Radibor.